# Ардешен
Ардешен (тур. Ardeşen, лаз. Art̆aşeni / არტაშენი) — район в турецкой провинции Ризе в черноморском регионе Турции. По данным на 2011 год городское население района составляет 28618 человек. Районный центр находится в 48 км от Ризе по приморскому шоссе.

## Этимология
Старое название Ардешена — Арташени. Имя Арташени (არტაშენი / ართაშენი) состоит из слов «арта» (არტა / ართა) и «шени» (შენი). Слово «Шени» в переводе с грузинского означает дом, поселение. Первое слово в слове «Арташени» может быть «Арта» , одно из проявлений (Амеша Спента) Ахура Мазды в зороастрийской религии . В данном случае Арташени означает что-то вроде «дом Арты». Арташени вошел в турецкий язык как Ардешен. На самом деле, он упоминается как Ардешен (آردەشین) в Османской книге населения 1835 года, в ежегоднике провинции Трабзон 1876 года и в списке Османских деревень 1928 года.

## История
В древности эта территория входила последовательно в состав Римской, Византийской и Трапезундской империй. В 1461 с падением последней в результате завоеваний Мехмеда II район Ардешена вошёл в состав Османской империи. В 1578 армянское население Ардешена было исламизировано. С 15 января 1916 по 11 марта 1918 в ходе Первой мировой войны был занят русскими войсками. 1 марта 1953 года был образован административный сельский район Ардешен.

## География
Район Ардешен граничит на востоке с районом Фындыклы, на юге — с илом Артвин, на западе — с районами Чамлыхемшин и Пазар. На севере омывается Чёрным морем, протяжённость береговой линии — 10 км. Южная граница проходит по Лазистанскому хребту. По территории района протекают ручьи Фыртына, Дурак, Тунджа, Ышыклы, Долана и Енийол. Среднегодовая температура — 14-15 °C. Территория района расположена на высоте 700—2000 м. 13 % площади используются для земледелия, 24 % — покрыто лесами, 32 % — отдано под луга и пастбища.

## Экономика
Основная сельскохозяйственная культура — чай. Чайные плантации занимают 10,55 % площади района, на территории которого находится 13 чайных фабрик. Прочие культуры — кукуруза, фасоль, картофель, капуста, фундук, киви и мандарины. Большое значение имеет животноводство.